# Leo Rafael Reif
Leo Rafael Reif Groisman (Maracaibo, Venezuela, 21 de agosto de 1950) é um engenheiro eletricista venezuelano/estadunidense. Foi presidente do Instituto de Tecnologia de Massachusetts, sucedendo Susan Hockfield, de 2 de julho de 2012 a 31 de dezembro de 2022.